# Neohyssura gladia
Neohyssura gladia là một loài chân đều trong họ Hyssuridae. Loài này được Kensley & Schotte miêu tả khoa học năm 2000.